# Centro Universitário 7 de Setembro
O Centro Universitário 7 de Setembro - UNI7 é uma instituição de ensino superior particular localizada em Fortaleza, no Ceará. Possui dois campi. O Campus Sul fica no bairro Luciano Cavalcante e concentra quase todas as atividades da instituição, por ser o primeiro prédio.  O Campus Imperador já está montado e deve receber atividades no ano de 2017. 
Com cerca de 50.000 m², o Campus Sul possui um teatro com capacidade para 600 pessoas, 8 laboratórios de informática, 1 biblioteca de 2 andares  com salas de estudo, Núcleo de Práticas Jurídicas e a Galeria de Arte Vicente Leite, além do Instituto FA7 e do projeto VIVA - Universidade de Gerações . 

## Cursos
O Centro Universitário 7 de Setembro conta, atualmente, com 17 cursos:
- Administração
- Arquitetura e Urbanismo
- Ciências Contábeis
- Comunicação Social
  - Jornalismo
  - Publicidade e Propaganda
- Design Gráfico
- Direito
- Engenharia Civil
- Engenharia Elétrica
- Engenharia Mecânica
- Engenharia de Produção
- Logística
- Negócios Imobiliários
- Pedagogia
- Psicologia
- Sistemas de Informação